# 内田英治
内田 英治（うちだ えいじ、1971年 - ）は、日本の映画監督、脚本家。自身の監督作品の小説版を書くことも多い。
ブラジル・リオデジャネイロ出身。

## 略歴
リオデジャネイロで生まれ、日本の大手電気会社のブラジル支社で働いていた父親の仕事の関係でブラジル国内で引っ越しを繰り返す。10歳のときに日本に帰国し、祖母の暮らす大分県で少年期を過ごす。ポルトガル語なまりの日本語を話していたため、いじめにあったという。中学生時代に映画に魅了され映画館へ通いつめ映画好きとなる。
専門学校を経て映像の世界に入り『天才・たけしの元気が出るテレビ!!』のアシスタント・ディレクターとして「ダンス甲子園」などを約1年間担当。その後海外放浪生活を経て、『週刊プレイボーイ』のライターとなる。
1999年、テレビドラマ『教習所物語』で脚本家デビュー。2004年に『ガチャポン!』で映画監督デビュー。2005年でテレビドラマ『劇団演技者。』の「ロンリー・マイルーム」で初演出を手掛ける。
『グレイトフルデッド』（2014年11月新宿ミラノ座にて公開）で海外映画祭初出品。ゆうばり国際ファンタスティック映画祭2013、ファンタスティックフェスト（テキサス州US）、レインダンス映画祭（ロンドンUK）、2015年には世界３大ファンタ映画祭のブリュッセル・ファンタスティック国際映画祭（ベルギー）など多くの国際映画祭で上映されてイギリスのレーベル、サード・ウィンドウ・フィルムズで配給もされた。次作『下衆の愛』（2016年4月公開）はテアトル新宿にてスマッシュヒットを記録。本作は東京国際映画祭、ロッテルダム国際映画祭（オランダ）をはじめ、30以上の海外主要映画祭にて上映。イギリスではDVD販売、ドイツでは10館規模で公開された。海外映画祭サイトTaste of Cinema2016では日本映画祭部門の5位にランクイン。
監督、脚本を務めた映画『ミッドナイトスワン』は日本アカデミー賞最優秀作品賞を受賞した。

## 受賞
- 第44回日本アカデミー賞 優秀監督賞・優秀脚本賞（2021年、『ミッドナイトスワン』）[6]

## 主な作品

### 映画
注記ない場合は、監督・脚本担当
- キューティーガール 美少女ボウラー危機一発（2003年）- 脚本のみ担当
- ガチャポン!（2004年）- 映画監督デビュー作
- しあわせなら手をたたこう（2005年）
- TOPLESS（2008年）
- 地球でたったふたり（2008年）
- 僕らの方程式（2008年）
- ビートロック☆ラブ（2009年）
- だから俺達は、朝を待っていた（2009年、未公開）
- 最高でダメな男 築地編（2010年） - 藤橋誠と小澤雅人も監督担当。脚本は福島芳樹 、森田剛行が担当[7]
- 世界最後の日々（2012年）
- ド・ノマール（2012年） - 監督のみ
- メタルカ METALCA（2014年）
- グレイトフルデッド（2014年）
- 家族ごっこ(2015年)
- 下衆の愛 - LOWLIFE LOVE（2016年）
- 身体を売ったらサヨウナラ（2017年）[8]
- 獣道（2017年）[9]
- ダブルミンツ（2017年）
- 神と人との間（2018年）
- 家族マニュアル（2019年）
- ミッドナイトスワン（2020年） - 小説も担当
- タイトル、拒絶（2020年） - プロデューサー
- 異動辞令は音楽隊!（2022年） - 小説も担当
- 探偵マリコの生涯で一番悲惨な日（2023年）- 監督を片山慎三と分業[10]
- サイレントラブ（2024年）[11] - 小説も担当
- マッチング（2024年2月23日） - 小説も担当
- 誰よりもつよく抱きしめて（2025年） - 監督のみ
- ナイトフラワー（2025年11月28日予定）[12]

### テレビドラマ
- 教習所物語（1999年9月26日、TBS） - 八津弘幸、本田亨（脚本協力）と脚本担当。
- 劇団演技者。（2005年11月9日 - 11月30日、フジテレビ） - 「第14回公演作：ロンリー・マイルーム」演出担当
- なぜ東堂院聖也16歳は彼女が出来ないのか?（2014年10月 - 12月、メ〜テレ）
- Iターン（2019年7月13日 - 9月28日、テレビ東京）[13]
- 向こうの果て（2021年5月14日 - 7月2日、WOWOW） - 監督担当[14]
- 雪女と蟹を食う（2022年7月9日 - 9月24日、テレビ東京） - 監督担当
- 落日（2023年9月10日 - 10月1日、WOWOW）- 監督担当[15]

### 配信ドラマ
- 全裸監督（2019年8月8日配信開始、Netflix）
- 湘南純愛組!（2020年2月28日配信開始、Amazonプライム・ビデオ）
- 列島制覇-非道のうさぎ-（2021年、U-NEXT）
- 雨に叫べば（2021年12月16日、Amazonプライムビデオ）[16]